# Die kleine Residenz
Die kleine Residenz ist ein deutsches Stummfilmlustspiel aus dem Jahre 1913 mit Hedda Vernon und Fritz Spira in den Hauptrollen.

## Handlung
Der Prinz eines kleinen deutschen Fürstenhauses soll die junge Comtesse Asta heiraten. Die ist jedoch nicht davon begeistert, weil sie in einen anderen Mann verliebt ist. Daher bietet sich ihre kleine Schwester, Comtesse Hertha, an, um statt Asta dem Ehemann in spe auf den Zahn zu fühlen. Als Bauernmädchen Rieckchen verkleidet, reist Hertha in die Stadt der kleinen fürstlichen Residenz und findet ebenso rasch Gefallen an dem Prinzen wie dieser an ihr, als er Hertha in dieser Landfrauenkostümierung auf dem Straßenmarkt zwischen all den Verkaufskörben entdeckt.
Der Prinz fährt daraufhin in den Ort Remmingen, aus dem „sein“ Rieckchen (alias Comtesse Hertha) stammt und wo bereits die für ihn bestimmte Braut, Comtesse Asta, warten soll. An ihr, Herthas Schwester, zeigt er jedoch keinerlei Interesse. Umso erstaunter ist der Prinz, dass Hertha, die kleine Schwester der Braut in spe, so große Ähnlichkeit mit seiner Herzdame Rieckchen hat! So finden der Prinz und Hertha auf Schloss Remmingen zusammen, während Asta mit ihrem Liebsten gleichfalls den Bund des Lebens eingehen kann.

## Produktionsnotizen
Die kleine Residenz passierte die Filmzensur im August 1913 und wurde am 3. Oktober 1913 uraufgeführt. Der im Vitascope-Atelier in Berlins Lindenstraße 32–34 hergestellte, kurze Film besaß zwei Akte.

## Kritik
„Hedda Vernon ist über Nacht zu einer ersten Filmdarstellerin herangereift. Und dazu noch in einer schauspielerischen Manier, die wir von den feinen amerikanischen Lustspielschauspielerinnen so gerne sehen: die diskrete liebenswürdige Schalkhaftigkeit. Dem gesellt sich ein hübsches, einschmeichelndes Gesichtchen, ein zartliniges Figürchen zu und unser Entzücken ist erwacht, unsere Sympathie für das reizende Filmbild ist rege. Schon diese Empfindungen machen oft einen Erfolg aus. […] Für die Exaktheit der Inszenierung und die Vornehmheit der Ausstattung und photographische Durchführung der Aufgabe bürgt der Name Vitascope.“